# 통일의 조각상
통일의 조각상(Statue of Unity)은 인도 나르마다 댐 근처에 세워진 세계 최고 높이의 상이다. 독립운동가 발라브바이 파텔의 입상이다.

## 같이 보기
- 세계에서 가장 큰 조각상 목록